# Diplogeomyza pectinervis
Diplogeomyza pectinervis är en tvåvingeart som beskrevs av Mcalpine 1967. Diplogeomyza pectinervis ingår i släktet Diplogeomyza och familjen myllflugor. Inga underarter finns listade i Catalogue of Life.